# Niebla (rod)
Niebla („z mlhy“) byl monotypický rod abelisauridního teropoda s jediným popsaným druhem Niebla antiqua. Jednalo se o menšího dravého dinosaura, žijícího na území současné Argentiny (provincie Río Negro) v období pozdní křídy (geologický stupeň maastricht, asi před 70 miliony let). Fosilie tohoto teropoda byly objeveny v sedimentech geologického souvrství Allen.

## Objev a popis
Byl objeven jeden dospělý exemplář (sbírkové označení MPCN-PV-796), který dosahoval délky zhruba 4 až 4,5 metru. Jednalo se tedy o menšího zástupce abelisauridů. Objevena byla mozkovna dinosaura a několik fragmentů postkraniální kostry. Téměř ve stejnou dobu byl z Brazílie popsán geologicky starší zástupce abelisauridů druhu Spectrovenator ragei.
Blízkými vývojovými příbuznými tohoto rodu byly argentinské taxony Koleken, Carnotaurus a Aucasaurus nebo také evropský rod Caletodraco.